# Yechiel Hameiri
Yechiel Hameiri (in ebraico יחיאל המאירי‎?; 20 agosto 1946) è un ex calciatore israeliano, di ruolo portiere. Ha giocato nella Nazionale di calcio d'Israele durante il Campionato mondiale di calcio del 1970.

## Palmarès

### Club

#### Competizioni nazionali
- Coppa di Israele: 1

Hapoel Haifa: 1973-1974